# Baby, I'm in Love
«Baby, I'm in Love/Alguien Real» es un sencillo de la cantante mexicana Thalía publicado en 2003 en su álbum Thalía.
Este sencillo, dirigido por Ric Wake, Kara DioGuardi y Guy Roche, es otra canción bien compuesta con una melodía pop pegadiza y una producción contemporánea. Aunque algunos la consideran mejor que el anterior sencillo, I Want You/Me pones sexy, la canción no consiguió trazar en el Billboard Hot 100 en Estados Unidos pero logró éxito en ventas físicas al lograr la posición No. 51 del Billboard Hot 100 Singles Sales(un récord para una mexicana) y #6 en el Billboard Dance Singles Sales. Sin embargo, la versión en inglés tuvo más éxito y llegó al Hot Dance Club Play, promocionándose en Japón.

## Video
El video musical fue dirigido por Antti Jokinen, y publicado el 20 de septiembre de 2003. En él, Thalía se divierte con sus amigos, saliendo de noche e interpretando la canción en un club, con lo que representa el espíritu del punk.

## Remixes oficiales
"BABY, I'M IN LOVE"
1- Álbum Versión
2- Serban Ghenea Mix
3- GW-1 Barrio Mix
4- Norty Cotto Club Mix
5- Norty Cotto Radio Edit
6- Norty Cotto Dubmental Mix
7- Boris & Beck Club Mix
8- Boris & Beck Radio Edit
9- Dr. Octavo Club Mix
11- Dr. Octavo Radio Edit
12- Dr. Octavo ￼Crew In 2 Deep Mix
13- Maurice jashua Club Mix
14- Mike Rizzo Global Soul Remix
15- Mike Rizzo Radio 105 Edit
16- Mike Rizzo Radio 109 Edit
"ALGUIEN REAL"
1- Álbum Versión
2- Southside Urban Mix
3- Norty Cotto Club Mix
4- Norty Cotto Radio Edit
5- Dr. Octavo Club Mix
6- Dr. Octavo Radio Edit 1
7- Dr. Octavo Radio Edit 2
8- Good & Evil Remix
9- Stylee Hip Hop Versión Feat. Sano In & Ricky Q
- Datos: Q788001